# MTV Europe Music Award para Maiores Fans

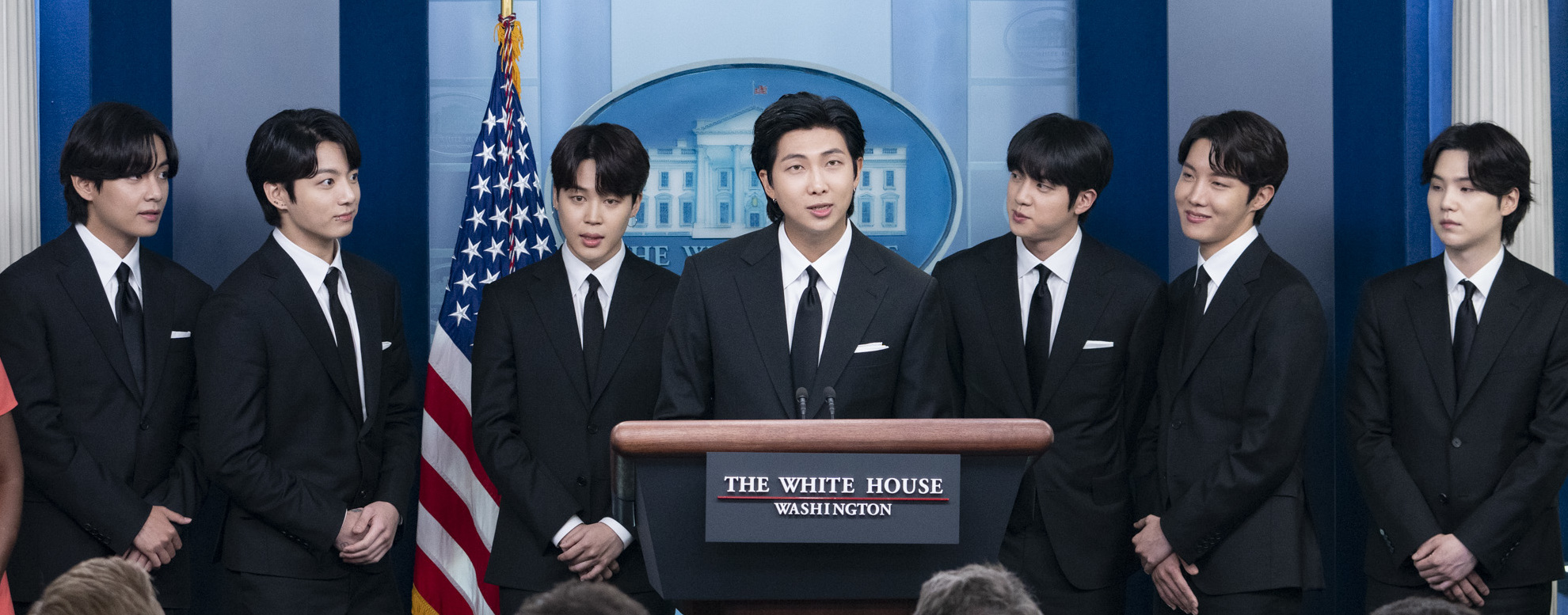
O boy group sul-coreano BTS é o maior vencedor desta categoria, tendo arrecadado o prèmio cinco vezes consecutivas, de 2018 a 2022.

O MTV Europe Music Award para Maiores Fãs (MTV Europe Award Music Award for Biggest Fans, no original) é uma categoria do MTV Europe Music Awards. Foi entregue pela primeira vez na edição de 2011. 

## Década de 2010
| Ano  | Vencedor/a    | Indicados                                                          |
| ---- | ------------- | ------------------------------------------------------------------ |
| 2011 | Lady Gaga     | - Justin Bieber - Selena Gomez - Thirty Seconds To Mars - Paramore |
| 2012 | One Direction | - Justin Bieber - Lady Gaga - Katy Perry - Rihanna                 |